# Shiori Murata
Shiori Murata (村田 しおり, Murata Shiori) est une ancienne joueuse de volley-ball japonaise née le 23 juin 1992 à Kitakyūshū (Préfecture de Fukuoka). Elle mesure 1,67 m et jouait au poste de réceptionneuse-attaquante. Elle a mis un terme à sa carrière de volleyeuse professionnelle en juin 2015.

## Clubs
| Club                               | De        | À         |
| ---------------------------------- | --------- | --------- |
| Higashi Kyushu Ryukoku High School | 2008-2009 | 2010-2011 |
| Hisamitsu Springs                  | 2011-2012 | 2014-2015 |

## Palmarès

### Équipe nationale
- Championnat d'Asie et d'Océanie des moins de 18 ans
  - Vainqueur : 2008.

### Clubs
- V Première Ligue
  - Vainqueur : 2013, 2014.
  - Finaliste : 2012, 2015.
- Tournoi de Kurowashiki
  - Vainqueur : 2013.
- Coupe de l'impératrice
  - Vainqueur : 2012, 2013, 2014.

### Distinctions individuelles
- Championnat d'Asie et d'Océanie de volley-ball féminin des moins de 18 ans 2008: Meilleure attaquante et MVP.